# Mont Li
Le mont Li (sinogrammes simplifiés : 骊山 ; sinogrammes traditionnels : 驪山 ; pinyin : lí shān) est situé dans la province chinoise du Shaanxi, à 25 km de la capitale Xi'an dans l'arrondissement Lintong. Il fait partie des monts Qinling et culmine à 1 302 m d'altitude.

## Parc national du mont Li de Litong
La parc paysager du mont Li de Litong (临潼骊山风景名胜区) a été proclamé parc national le 8 novembre 1982.